# Diskgolf
Het discgolf is een sport die in veel opzichten lijkt op het traditionele golf. In plaats van een bal en verschillende clubs gebruiken spelers een vliegende schijf of frisbee. De sport werd in 1970 geformaliseerd. Net als bij 'balgolf' is het doel om de holes op een uitgezette route in zo weinig mogelijke beurten te bereiken. Een discgolfdisc wordt vanaf de tee naar een doel geworpen dat de 'hole' is.
De hole is meestal een basket, een metalen mand die op een paal staat. Aanvankelijk was het doel vaak een boom of een lantaarnpaal. Als een speler over de fairway loopt, moet hij of zij elke worp uitvoeren vanaf de plek waar de vorige worp uiteindelijk terechtgekomen is. Bomen, struiken en terreinveranderingen in en rond de fairway zijn hindernissen voor de discgolfer. Een hole is uitgespeeld wanneer de putt geland is in de mand. Het disc golf deelt de vreugdes en frustraties van het traditionele golf: een lange putt respectievelijk het raken van een boom.

## Verschillende soorten discs

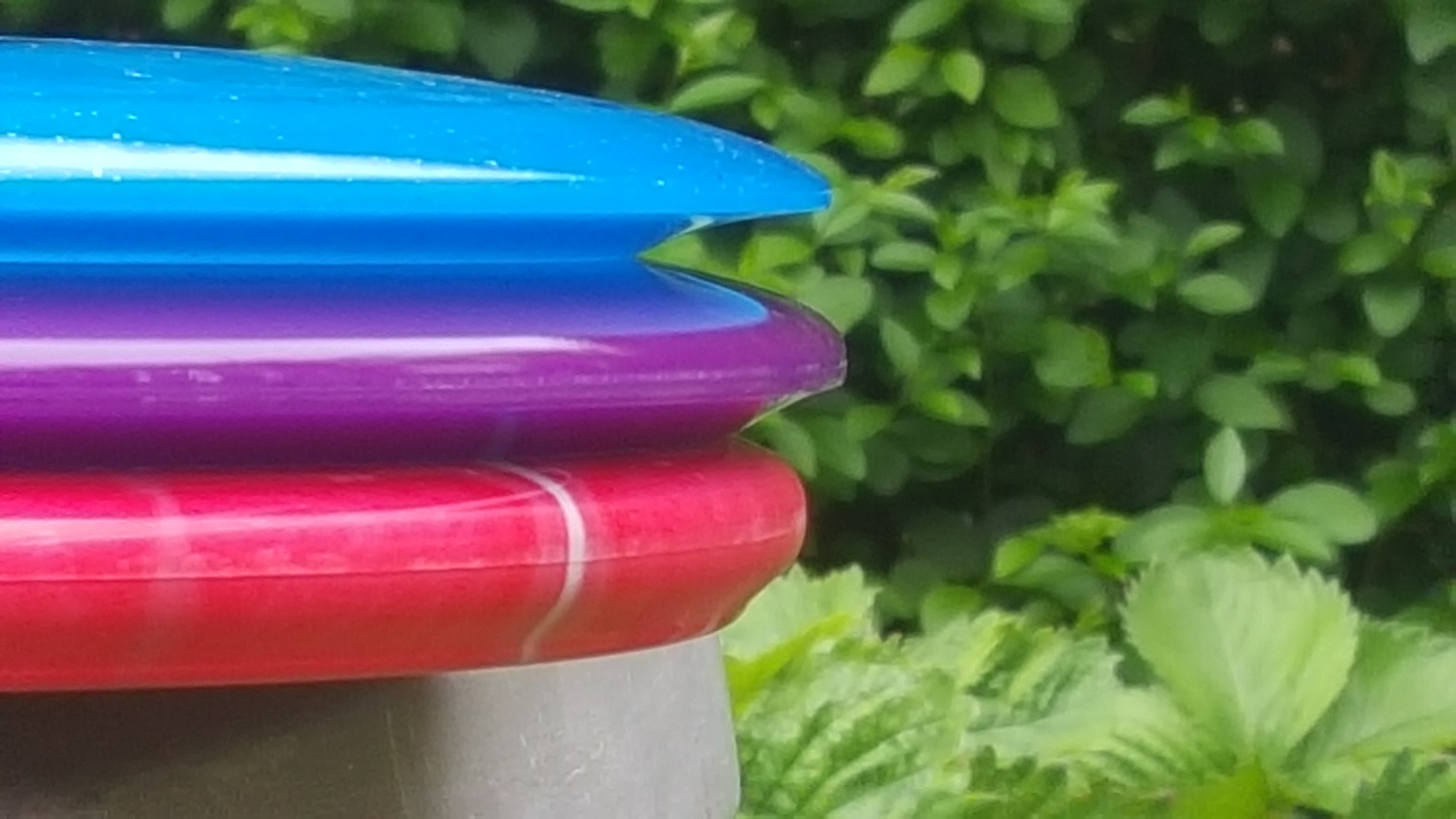
Randprofiel driver (boven), midrange (midden) en putter (onder)

Gewoonlijk wordt er in de discgolfsport onderscheid gemaakt tussen drie typen discs, te weten te driver, midrange en putter, die onderling verschillen in stabiliteit en aerodynamica. De driver wordt veelal vanaf de tee geworpen en is zeer aerodynamisch, maar ook instabiel. De midrange disc is bedoeld voor worpen vanaf de fairway tot aan de basket. Met de putter wordt vervolgens de hole voltooid. De putter is zeer stabiel en daarom betrouwbaar op de korte afstand tot de putt.
Naast verschillen in aerodynamica onderscheiden de verschillende discs zich in de mate van stabiliteit. Een disc kan onderstabiel, stabiel of overstabiel zijn. Door deze verschillen kan een speler optimaal vorm geven aan zijn of haar worp. Door de vorm van de rand gaat de ene disc meer naar rechts, waar de andere soort disc langer rechtdoor blijft vliegen.
De verschillende fabrikanten van discs hebben allemaal een eigen strategie achter hun producten. Zo biedt de ene fabrikant slechts negen verschillende soorten discs aan, waar een andere fabrikant meer dan 100 verschillende soorten produceert, allemaal verschillend in aerodynamica en stabiliteit.

## Discgolf internationaal
Discgolf is gestart en het grootst in de Verenigde Staten. In dat land is het hoofdkantoor gevestigd van de internationale bond: de Professional Disc Golf Association (PDGA). De PDGA heeft een ratingsysteem ingevoerd waarbij elke gespeelde ronde op wedstrijdniveau van een speler beoordeeld wordt met een cijfer. Dit cijfer is volgens een algoritme opgesteld en berekend op basis van de scores en de ratings van de deelnemende spelers. Een rating van een speler is grofweg opgesteld op basis van een gemiddelde van al zijn/haar gespeelde in de laatste twaalf maanden.
In Europa is Finland verreweg de grootste discgolfnatie, gevolgd door Zweden, Estland en Noorwegen. Deze landen beschikken over veel geschikte natuur en ruimte voor de aanleg van discgolfbanen.

## Discgolf in Nederland

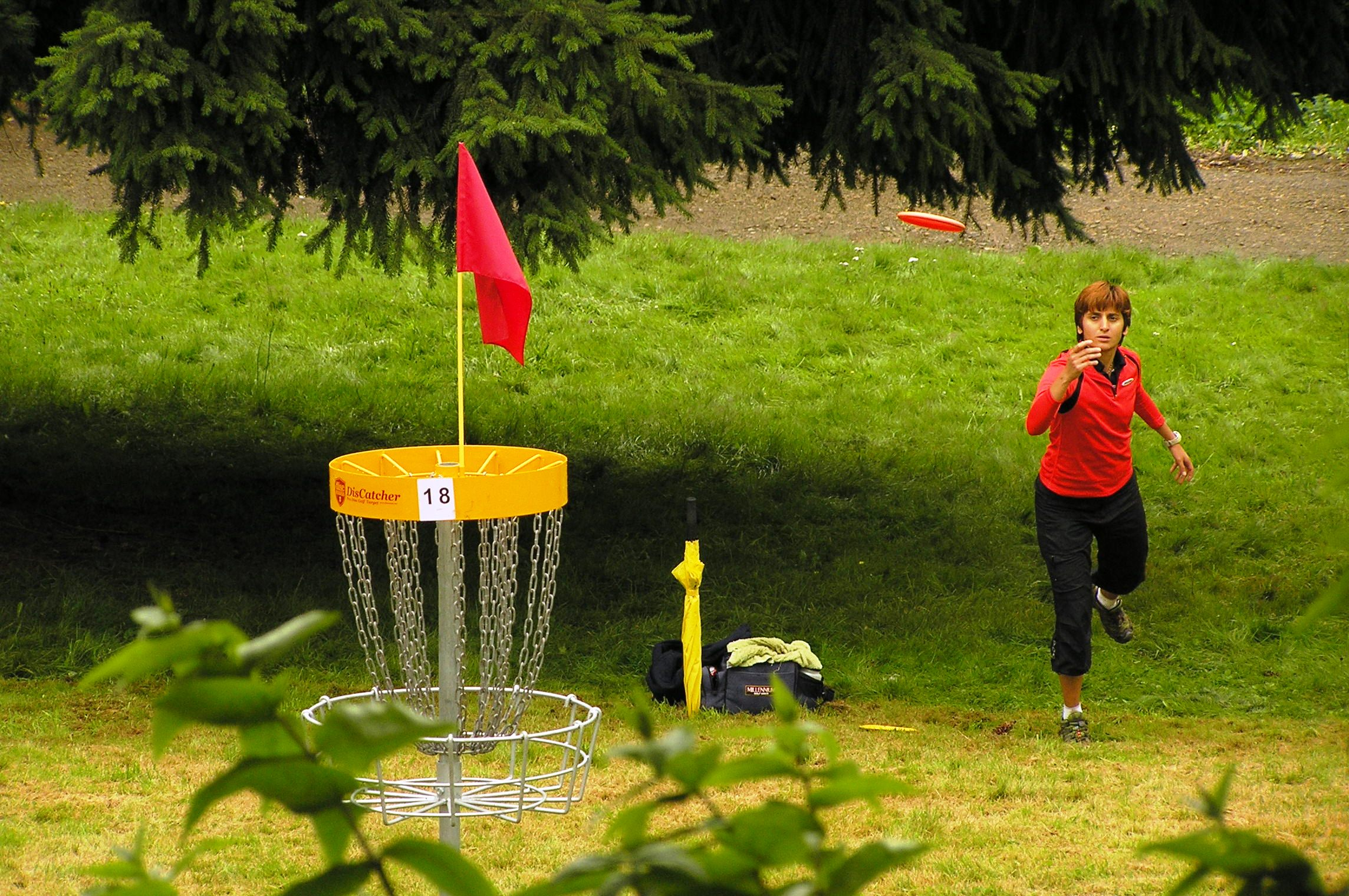
Putten bij disc golf

In Nederland waren in 2023 ongeveer 600 leden en zes verenigingen aangemeld bij de Nederlandse Frisbeebond. Daarnaast zijn er spelers die discgolf buiten de zes verenigingen beoefenen. Naarmate het spelersaantal groeide kwamen er meer courses. In 2015 waren er vier vaste discgolfcourses, in 2023 waren het er tweeëntwintig, al dan niet vrij toegankelijk. De courses variëren van vijf tot het gangbare achttien holes en liggen verspreid over het land.
De Nederlands kampioen discgolf kwam tot 2017 voort uit de Nationale competitie. In 2018 is er in het Van Tuyllpark te Zoetermeer voor het eerst een Nederlands Kampioenschap Discgolf gehouden. De Nationale competitie (National Tour) bleef hiernaast bestaan. Deze competitie wordt over tien speeldagen gehouden. De winnaar van de National Tour mag zichzelf een jaar lang competitiewinnaar noemen.
Winnaars Nederlands Kampioenschap:
|      | Winnaar Mannen  | Winnaar Vrouwen   |
| ---- | --------------- | ----------------- |
| 2024 | Boaz Veld       | Fleur Verberk     |
| 2023 | Rienk Kan       | Fleur Verberk     |
| 2022 | Boaz Veld       | Hilde Goorhorst   |
| 2021 | geen NK         | geen NK           |
| 2020 | geen NK         | geen NK           |
| 2019 | Rienk Kan       | Laura Nagtegaal   |
| 2018 | Rene Westenberg | Eveline Nagtegaal |

Nederlandse Competitiewinnaars:
|      | Competitiewinnaar Mannen        | Competitiewinnaar Vrouwen         |
| ---- | ------------------------------- | --------------------------------- |
| 2023 | Robbert Heek                    | Fleur Verberk                     |
| 2022 | Bert Brader                     | Fleur Verberk                     |
| 2021 | geen winnaar uitgeroepen        | geen winnares uitgeroepen         |
| 2020 | Rens Agterberg                  | geen winnares                     |
| 2019 | Bert Brader                     | Eveline Nagtegaal                 |
| 2018 | Sander Bahnerth                 | Eveline Nagtegaal                 |
| 2017 | Rens Agterberg                  | Vera Lugthart                     |
| 2016 | Bert Brader                     | Eveline Nagtegaal                 |
| 2015 | Sander Bahnerth                 | Eveline Nagtegaal                 |
| 2014 | Bert Brader                     | Eveline Nagtegaal                 |
| 2013 | Laurens Benschop                | Miriam Benschop                   |
| 2012 | Laurens Benschop                | Miriam Benschop                   |
| 2011 | Laurens Benschop en Bert Brader | Miriam Benschop                   |
| 2010 | Laurens Benschop                | Eveline Nagtegaal                 |
| 2009 | Laurens Benschop                | Eveline Nagtegaal                 |
| 2008 | Laurens Benschop                | Eveline Nagtegaal                 |
| 2007 | Bert Brader                     | Eveline Nagtegaal                 |
| 2006 | Laurens Benschop                | Leontine Sonneveldt               |
| 2005 | Laurens Benschop                | Johanneke Meijer                  |
| 2004 | Laurens Benschop                | Judy van Luyk                     |
| 2003 | Laurens Benschop                | Judy van Luyk                     |
| 2002 | Laurens Benschop                | Judy van Luyk                     |
| 2001 | Laurens Benschop                | Martine Rozendaal                 |
| 2000 | Laurens Benschop                | Sylvia van Nierop                 |
| 1999 | Laurens Benschop                | Miriam Benschop                   |
| 1998 | Erik Schmieman                  | Sylvia van Nierop                 |
| 1997 | Arthur Haverkamp                | Sylvia van Nierop                 |
| 1996 | Stef Stevens                    | Sylvia van Nierop                 |
| 1991 | Hans Bos                        | Irene Schaap                      |
| 1990 | Hans Bos                        | Irene Schaap en Annemarie de Laat |
| 1989 | Hans Bos                        | Bente van Ooijen                  |
| 1988 | Paul Bezooijen                  | Miriam Benschop                   |
| 1987 | Paul Bezooijen en Hans Bos      | Miriam Benschop                   |

### Internationaal succes
In 2001 won Mike Ocon bij het Europees Kampioenschap in Oslo, Noorwegen de Grandmaster (spelers met leeftijd 50+) divisie.
In 2019 won Laura Nagtegaal bij het PDGA Amateur Wereldkampioenschap in York, Pennsylvania, Verenigde Staten de Women Masters 40+ divisie.
In 2022 werd Nederland op het WFDF WK Discgolf voor Landenteams in Varazdin, Kroatië 19e, en behaalde in het Spirit of the Game klassement de derde plaats.